# Ecnomus foliatus
Ecnomus foliatus är en nattsländeart som beskrevs av Douglas E. Kimmins 1957. Ecnomus foliatus ingår i släktet Ecnomus och familjen trattnattsländor. Utöver nominatformen finns också underarten E. f. curvatus.